# Silvia (película de 2020)
Silvia es una película documental de Argentina realizada en su totalidad con filmaciones familiares de VHS, dirigida y editada por María Silvia Esteve sobre su propio guion, que tuvo su estreno mundial en El Festival Internacional de Cine Documental de Ámsterdam IDFA, el 18 de noviembre de 2018. 

## Sinopsis
En un intento por reconstruir la vida de Silvia, su hija indaga en una historia impregnada de omisiones. De los -equívocos- recuerdos de sus hermanas y las imágenes del registro familiar que se resignifican una y otra vez, emergen los vacíos en la memoria de lo que alguna vez pareció ser la “familia perfecta”. 

## Entrevistados
Participaron del filme los siguientes entrevistados:
- Silvia Zabaljáuregui
- María Silvia Esteve
- Carlos Esteve
- María Alejandra Esteve
- María Victoria Esteve

## Comentarios
Diego Battle en La Nación opinó:

” Luego de procesar, intervenir, reflexionar y bucear en esos materiales y en los sentimientos más profundos, que van desde el dolor a la compasión, surgió Silvia, un ensayo de una crudeza, una honestidad y una sensibilidad desgarradoras.
Silvia es mucho más que un mero ejercicio de found-footage o una home movie complaciente, ya que en verdad se trata de una exploración íntima por parte de la realizadora -con aportes de los recuerdos sus dos hermanas- de una vida marcada por la violencia intrafamiliar, comportamientos psicopáticos, depresiones, internaciones y las contradicciones de una mujer que se fue sometiendo a los dictados ajenos en contra de sus deseos.
Desde Guatemala a la Argentina y de allí a Chile (por designios de una carrera diplomática que marcó siempre la dinámica familiar), la película –algo así como una cruza entre Tarnation, de Jonathan Caouette, y El silencio es un cuerpo que cae, de Agustina Comedi– nos propone un viaje externo e interno que es al mismo tiempo una denuncia contra el machismo, una carta de amor, un ejercicio catártico y un acto de reparación.”
Diego Battle

Felix De Cunto en el sitio CineramaPlus+ escribió:

La cantidad voluminosa de material de archivo que compone Silvia (digamos, un 100% si no contamos títulos, placas ni créditos) en cualquier otra circunstancia, podría provocar un efecto abrumador. Por suerte, ese no el caso de esta ópera prima de María Silvia Esteve, quien entrega aquí un personalísimo ensayo de arqueología, exhumación y autopsia de la memoria con el fin de desentrañar o al menos, acercarse lo más que pueda a las oscuridades que rodearon la trágica biografía de su madre con el objetivo de encontrarle un sentido que permita al mismo tiempo comprenderse a sí misma. Partiendo de viejas filmaciones en VHS, la directora va a poner en acción un torrente de recuerdos visuales para que desde ahí, a través de una múltiple voz en off que interactúa a contramano, poder desenmascarar el reverso de esas imágenes. Como en la mayoría de los videos familiares lo que se ve es solo una cara. Justamente la que amerita ser registrada y almacenada para el futuro. Vemos entonces a Silvia en diferentes momentos luminosos de su vida. La encontramos de vacaciones. En un evento diplomático en Guatemala. En el jardín de su casa posando embaraza. Con sus hijas todavía bebés. Y como no podía ser de otra manera, la vemos también radiante y vestida de blanco en su noche de bodas con Carlos, grabación a la que la película volverá reiteradas veces y en diferentes versiones como si ese acontecimiento fuese el hito fundacional del infierno venidero. El punctum del trauma.

De la misma manera que en el clásico policial de Otto Preminger un detective buscaba reconstruir el rastro fantasmático de ese presunto cadáver que era Laura prestándole especial atención, casi hasta la obsesión, a un retrato de ella colgado en la habitación; Silvia es también un filme sobre fantasmas en cuanto, en primer lugar, la persona a la que se alude no está, falleció, está ausente. En segundo lugar, lo que se ve no es lo real. Lo que se muestra o bien contradice los recuerdos o bien, es insuficiente. Es en esa falta entonces, donde detrás de la pantalla, la cineasta y sus dos hermanas toman la palabra permitiéndose adrede poner en primer plano lo errático de los recuerdos. El furcio, la digresión, los desacuerdos sobre hechos traumáticos que marcaron la vida de su madre (desde serios problemas psicológicos, violencia marital y consumo de drogas prescritas) son asumidos por el documental como parte de esa misma naturaleza contradictoria de lo que se habla. Se vuelve imposible para las narradores desarrollar una historia de vida lineal. Hay un abandono por la cronología y más una necesidad de retomar sucesos y girar alrededor del bache. La incompetencia de la memoria se traduce en una reflexiva intervención del material de archivo. Además de congelarlas o ralentizarlas para detenerse con detalle en una cuestión específica, las imágenes son blureadas, superpuestas o alteradas por glitchs, efecto que viene a ilustrar la falla del sistema cerebral a la hora de querer recordar. No hay caja negra que contenga la verdad, y si la hay, es una distorsionada que reproduce al mismo tiempo las voces acumuladas de otros miembros familiares, algunos que incluso, ayudaron a alimentar esa herida larguísima a medio cerrar, que atraviesa generaciones.
Por Felix De Cunto

## Nominaciones y premios
Festival Internacional de Cine Documental de Ámsterdam 2018
- Nominada al Premio al Mejor Primer Documental

Buenos Aires Festival Internacional de Cine Independiente 2019
- Ganadora del Premio al Mejor Documental en la competencia argentina.
- María Silvia Esteve, ganadora de una Mención Especial del Jurado de Editores
- Ganadora del Premio del Jurado juvenil a la Mejor Película

Festival de Cine Documental de Tel Aviv 2019
- Ganadora del Premio en la Competición Profundidad de Campo

Festival del Cine Latinoamericano de Triestre 2019
- Nominada al Premio a la Mejor Película en la sección Competencia

Festival Internacional de Cine de Valladolid  2019
- Nominada al Premio Tiempo de Historia al Mejor Documental

Silvia: un ensayo tan honesto como crudo== Referencias ==
1. ↑  Whitty, Stephen (22 de noviembre de 2020). «'Silvia': IDFA Review» (en inglés). Consultado el 21 de febrero de 2021.
2. ↑  Sendrós, Paraná (23 de julio de 2020). «"Silvia": todo sobre su madre (sin Almodóvar)». Ámbito Financiero. Consultado el 21 de febrero de 2021.